# 寳泉寺 (仙台市)
寳泉寺（ほうせんじ）は、宮城県仙台市太白区にある真言宗智山派の仏教寺院である。本尊は不動明王。境内にはおすて地蔵伝説のある延命地蔵堂、十一面観音堂が鎮座している。名取三十三観音霊場第1番札所（札所本尊 十一面観音菩薩）。